# Герасимов, Павел Александрович
Павел Александрович Герасимов (род. 29 мая 1979, Алексин, Тульская область) — российский прыгун с шестом. Бронзовый призёр чемпионата мира 2005 года. Серебряный призёр чемпионата Европы в помещении 2009 года. Участник двух Олимпиад (2000, 2004). Четырёхкратный чемпион России (на стадионе — 2000, в помещении — 2001, 2007, 2009). Мастер спорта России международного класса.

## Биография и карьера
Родился 29 мая 1979 года в городе Алексине, Тульская область. Выпускник Московского училища олимпийского резерва № 1. Выступал за СК «Луч» и профсоюзы. Тренировался у Антона Павловича Назарова, Николая Николаевича Кирьянова и Евгения Георгиевича Бондаренко. В настоящее время живёт в Москве.

## Основные результаты

### Международные
| Год  | Соревнования                    | Место проведения          | Результат | Высота |
| ---- | ------------------------------- | ------------------------- | --------- | ------ |
| 1997 | Чемпионат Европы среди юниоров  | Любляна, Словения         | 2         | 5,30 м |
| 1998 | Чемпионат мира среди юниоров    | Анси, Франция             | 1         | 5,55 м |
| 1999 | Чемпионат Европы среди молодёжи | Гётеборг, Швеция          | 11        | NM     |
| 2000 | Олимпийские игры                | Сидней, Австралия         | 26 (q)    | 5,40 м |
| 2001 | Чемпионат мира в помещении      | Лиссабон, Португалия      | 5         | 5,70 м |
| 2002 | Чемпионат Европы в помещении    | Вена, Австрия             | 6         | 5,60 м |
| 2002 | Чемпионат Европы                | Мюнхен, Германия          | 12        | 5,40 м |
| 2003 | Чемпионат мира                  | Париж, Франция            | 17 (q)    | 5,60 м |
| 2004 | Чемпионат мира в помещении      | Будапешт, Венгрия         | 18 (q)    | 5,45 м |
| 2004 | Олимпийские игры                | Афины, Греция             | 13        | 5,55 м |
| 2005 | Чемпионат Европы в помещении    | Бирмингем, Великобритания | 26 (q)    | NM     |
| 2005 | Чемпионат мира                  | Хельсинки, Финляндия      | 3         | 5,65 м |
| 2007 | Чемпионат Европы в помещении    | Бирмингем, Великобритания | 13 (q)    | 5,55 м |
| 2008 | Чемпионат мира в помещении      | Валенсия, Испания         | 11 (q)    | 5,55 м |
| 2009 | Чемпионат Европы в помещении    | Турин, Италия             | 2         | 5,76 м |

### Национальные
| Год  | Соревнования                 | Место проведения | Результат | Высота |
| ---- | ---------------------------- | ---------------- | --------- | ------ |
| 2000 | Чемпионат России             | Тула             | 1         | 5,85 м |
| 2001 | Чемпионат России в помещении | Москва           | 1         | 5,70 м |
| 2001 | Чемпионат России             | Тула             | 5         | 5,50 м |
| 2002 | Чемпионат России в помещении | Волгоград        | 3         | 5,60 м |
| 2002 | Чемпионат России             | Тула             | 3         | 5,55 м |
| 2003 | Чемпионат России             | Тула             | 3         | 5,60 м |
| 2004 | Чемпионат России в помещении | Москва           | 2         | 5,70 м |
| 2004 | Чемпионат России             | Тула             | 3         | 5,65 м |
| 2005 | Чемпионат России в помещении | Волгоград        | 2         | 5,50 м |
| 2005 | Чемпионат России             | Тула             | 3         | 5,60 м |
| 2006 | Чемпионат России в помещении | Москва           | 4         | 5,40 м |
| 2007 | Чемпионат России в помещении | Волгоград        | 1         | 5,65 м |
| 2007 | Чемпионат России             | Тула             | 5         | 5,60 м |
| 2008 | Чемпионат России в помещении | Москва           | 2         | 5,65 м |
| 2008 | Чемпионат России             | Казань           | 4         | 5,70 м |
| 2009 | Чемпионат России в помещении | Москва           | 1         | 5,75 м |
| 2009 | Чемпионат России             | Чебоксары        | 5         | 5,45 м |